# Astragalus trachoniticus
Astragalus trachoniticus là một loài thực vật có hoa trong họ Đậu. Loài này được Post miêu tả khoa học đầu tiên.